# Carl Gustaf Ekman
Carl Gustaf Ekman est un homme politique suédois né le 6 octobre 1872 à Munktorp, dans la commune de Köping, et mort le 15 juin 1945 à Stockholm.

## Biographie
Il entre au Riksdag en 1911 sous l'étiquette du Liberala samlingspartiet. Les années 1920 le voient devenir l'un des acteurs les plus remarqués de la scène politique suédoise, notamment pour sa contribution active à la chute des gouvernements sociaux-démocrates Branting (1923) et Sandler (1926).
À la suite de la démission de Rickard Sandler, il devient ministre d'État et forme un gouvernement libéral qui se repose tour à tour sur la gauche et sur la droite. Les élections de 1928 portent les conservateurs au pouvoir.
Après la chute du gouvernement d'Arvid Lindman en 1930, Ekman forme un nouveau gouvernement, qui doit lutter contre la Grande Dépression et ses conséquences pour la Suède, la plus importante étant la chute de l'empire financier bâti par Ivar Kreuger. Après le suicide de Kreuger, en mars 1932, on découvre qu'Ekman a personnellement reçu des fonds versés par Kreuger à son parti. Ce scandale de corruption contraint Ekman à démissionner, et il se retire de la vie politique.